# 宋智善
宋智善（1981年5月28日—2011年5月23日），韓國女主持。曾在KBS體育台擔任體育節目主持人，2010年開始擔任MBC電視台體育節目主持人和韩国节目《MBC SPORT PLUS》主持人。2011年5月23日，宋智善从首尔一栋高楼19层跳楼自杀身亡，年仅三十岁。

## 外部連結
- 宋智善cyworld
- 宋智善m2day社交网站
- 宋智善推特（页面存档备份，存于）